# 世界划船總會
世界划船（英語：World Rowing），又稱世界划船總會（英語：World Rowing Federation），前稱國際划船總會（法語：Fédération Internationale des Sociétés d'Aviron，簡稱：FISA）是一個負責管理划船運動的國際體育組織，於1892年成立，現總部設置在瑞士洛桑。

## 歷史
本會在1892年6月25日由法國、瑞士、比利時、Adriatica和義大利等國家的划船代表同意下在都靈成立，目的是為了推廣划船運動與制定為了推廣而所需的統一規則、船的規格。由新成立的國際划船聯盟所舉辦的第一個划船賽事為1893年於義大利無聲島舉辦的歐洲划船錦標賽，本屆賽事內容只3大項10小項，無專業選手參加。不過，到了1925年於布拉格舉行的第27屆歐洲划船錦標賽，已經有10大項24小項。1922年國際划船聯盟將總部設在瑞士洛桑。

## 賽事

### 奧運
國際划船總會於1896年的雅典奧運就極力爭取讓划船成為奧運正式項目，果然划船在1900年夏季奧林匹克運動會就成為正式項目。

### 世界盃划船賽
本賽事創辦於1997年，三站賽事都於夏季舉行。

### 世界划船錦標賽
為每年舉辦長達一個星期的賽事，在奧運年只舉辦非奧運項目的賽事。

### 世界青年划船錦標賽
創辦於1967年，參賽選手必須未滿18歲，在奧運年與世界划船錦標賽同時舉行。

## 外部連結
- 國際划船聯盟網 （页面存档备份，存于）